# Reno Air Race

Reno Air Races

Die seit 1964 alljährlich im September stattfindenden National Championship Air Races, auch bekannt als Reno Air Races sind weltweit die letzten großen Flugzeugrennen. Austragungsort der fünf Tage dauernden Veranstaltung ist der Reno Stead Airport, 15 km nördlich der Stadt Reno im US-Bundesstaat Nevada.

## Geschichte

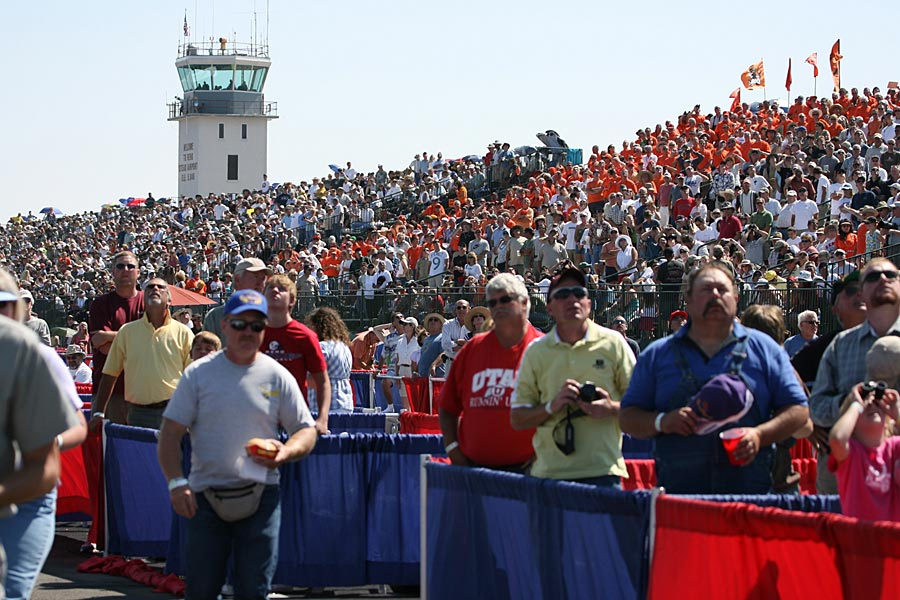
Zuschauertribünen bei den Reno Air Races, im Hintergrund Stead Airport Tower

Das erste Pylonrennen, bei dem die Teilnehmer ihre Flugzeuge um einen Rundkurs steuern, wurde 1909 beim Reims Air Meet in Frankreich abgehalten. Während der ersten Jahrzehnte des 20. Jahrhunderts waren Flugzeugrennen für Flugzeughersteller und Piloten eine willkommene Gelegenheit, sich mit Konkurrenten zu messen. Damit waren diese Veranstaltungen und die damit verbundene Jagd nach Rekorden lange Zeit eine Triebfeder für den rasanten technischen Fortschritt der Luftfahrt.
Weitere berühmte Flugzeugrennen waren die Schneider Trophy für Wasserflugzeuge (1913–1931), das von Sir Macpherson Robertson (1859–1945) ausgeschriebene Langstreckenrennen England-Australien (1934), die Bendix Trophy, ein US-Kontinentalrennen (1931–1962) und die Thompson Trophy, ein Pylonrennen in Cleveland, Ohio (1930–1949).
Nach dreijähriger Vorbereitungszeit fanden im September 1964 die ersten National Championship Air Races auf der staubigen „Sky Ranch“ nahe Reno/Nevada statt. Initiator war Bill Stead, ein Farmer aus Nevada und zweifacher Hydroplane Champion. Neun Tage dauerte die Veranstaltung und es wurden Rennen in den Klassen Sport Biplanes, Stearman, Formula One (Midgets), Unlimited und Women’s Cherokee 180 ausgetragen. Zur weiteren Unterhaltung des Publikums umfasste das Veranstaltungsprogramm militärische Vorführungen, Kunstflugmeisterschaften, Ballonrennen, Oldtimer Fly-Ins, Fallschirmsprünge und vieles mehr. Seit 1966 findet die Veranstaltung auf der 1500 m hoch gelegenen Stead Air Force Base, benannt nach Bill Steads im Dienst für die Air National Guard tödlich verunglückten Bruder Croston Stead, statt. Bill Stead, der Gründer der Reno Air Races, stürzte am 28. April 1966 in St. Petersburg, Florida mit seinem Formula-One-Flugzeug tödlich ab.

## Reno Air Races heute
Etwa 200.000 Menschen besuchen jedes Jahr die National Championship Air Races and Air Show. Der Stead Airport wird während der Rennwoche zu einem Volksfest gewaltigen Ausmaßes. Den Besucher erwarten Ausstellungsflächen mit militärischen und historischen Flugzeugen, zahlreiche Buden mit Fast Food und Souvenirs. In den für Besucher zugänglichen Boxen der Rennteams können die Mechaniker bei der Arbeit beobachtet werden. Von den Tribünen aus ist bequem der gesamte Rennkurs einsehbar.

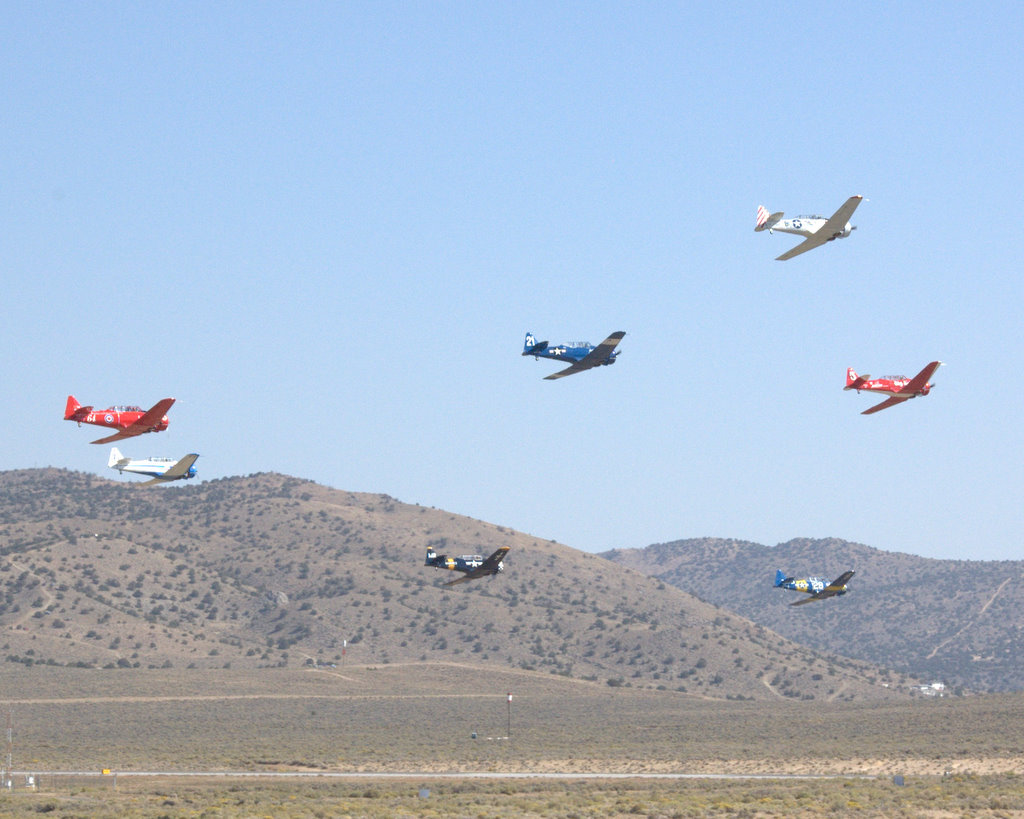
T-6-Rennen 2008

Die seit 1964 bestehenden Rennklassen Unlimited, Formula One und Biplanes wurden erweitert um die Klassen T-6 (1968), Sport (1998) und Jets (2002). 2008 flogen die Piloten um ein Preisgeld von insgesamt einer Million US-Dollar.
In den Pausen zwischen den Rennen wird ein Unterhaltungsprogramm  geboten, bestehend aus Kunstflugvorführungen, Militärdemos, Comedy u. v. m.

## Sicherheit und Regeln
Wer erstmals an den Reno Air Races teilnehmen möchte, muss als Rookie ein Pylon-Racing-Seminar absolvieren, bei dem erfahrene Air-Racing-Veteranen ihr Wissen weitergeben. Eine Mindestanzahl an Gesamtflugstunden und Flugerfahrung auf dem betreffenden Rennflugzeug sind eine grundsätzliche Bedingung.

## Die Rennklassen

### Biplane

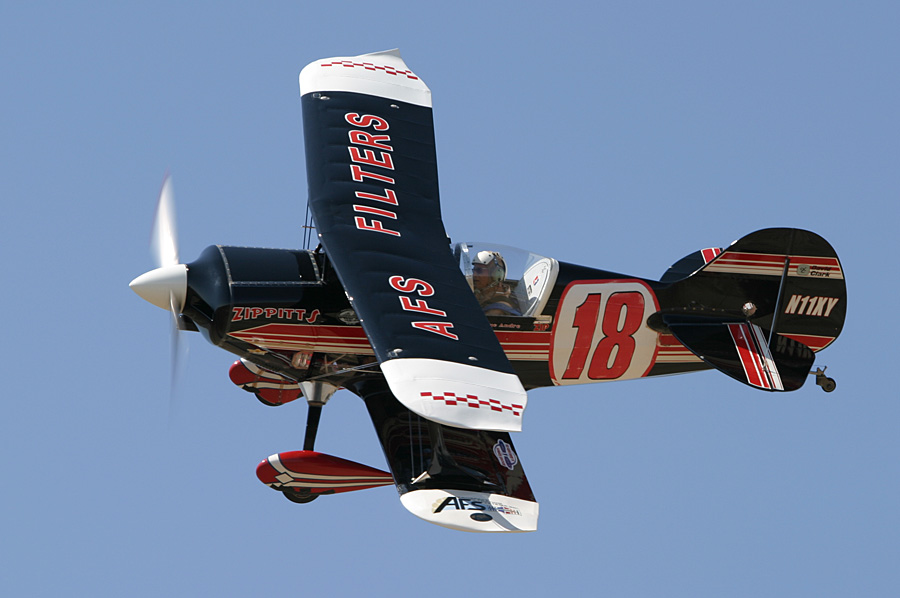
Pitts Special während des Rennens

Doppeldecker, Leergewicht min. 500 pounds (= 227,3 kg), Gesamtflügelfläche min. 75 square feet (= 6,97 m2), die Spannweite der unteren Tragfläche muss mindestens 90 Prozent der oberen Tragfläche betragen, das Fahrwerk darf nicht einziehbar sein. Der Motor mit max. 360 cubic inches (= 5,9 Liter) Hubraum muss ohne Getriebe einen Propeller mit fester Steigung antreiben. Es darf nur handelsüblicher Kraftstoff verwendet werden. Zur Förderung von Sicherheit und Chancengleichheit gelten noch weitere Vorgaben zu Mindest-Kraftstoffvorrat, Cockpitgröße und Sitzposition des Piloten. Teilnehmende Typen sind u. a. Pitts Special, Mong Sport und Smith Miniplane.
Der Kurs der Biplane Class ist 3,17 Seemeilen (sm; = 5,87 km) lang, es werden Geschwindigkeiten von mehr als 250 Seemeilen pro Stunde (kn; = 463 km/h) erreicht.

### Formula One

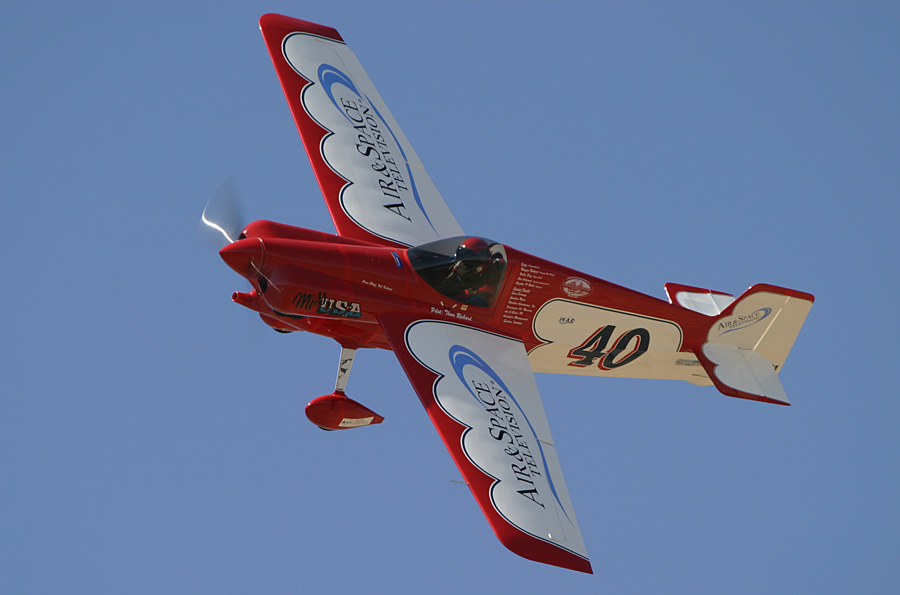
Cassutt-F1-Rennflugzeug während des Rennens

Leergewicht min. 500 pounds. Als Triebwerk dient ein Continental O-200-Vierzylindermotor mit Fixed-pitch-Propeller. Alle wesentlichen Bauteile des Motors sowie Vergaser und Ansaugtrakt müssen in Gewicht und Abmessungen dem Serienbauteil entsprechen. Die Flügel müssen eine Mindestfläche von 66 square feet aufweisen, das Fahrwerk darf nicht einziehbar sein. Teilnehmende Typen sind u. a. Cassutt, Shoestring, Owl Racer und Arnold AR6.
Der Kurs der Formula One Class ist 3,17 sm lang, es werden Geschwindigkeiten von mehr als 250 kn erreicht.
2013 gewann mit dem Schweizer Vito Wyprächtiger erstmals ein Europäer die Formula One.

### Sport

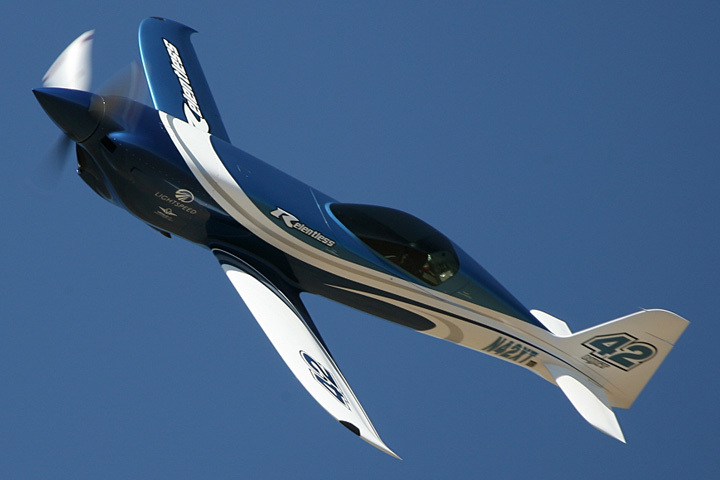
NXT Relentless während des Rennens

Teilnahmevoraussetzung für den Flugzeugtyp ist ein Lufttüchtigkeitszeugnis der FAA und eine Mindestanzahl von fünf verkauften Exemplaren. Rumpf, Leitwerk, Tragflächen, Fahrwerk und Motorträger müssen dem Bausatz entsprechen. Der Hubraum der Motoren ist auf max. 650 cubic inches begrenzt, doch sind leistungssteigernde Maßnahmen wie Turbolader erlaubt. Ebenfalls erlaubt sind Verstellpropeller und Einziehfahrwerk. Zur Qualifikation muss eine Mindestgeschwindigkeit von 200 kn (= 370 km/h) erreicht werden. Teilnehmende Typen sind u. a. Lancair Legacy, Glasair, Questair Venture, Pipistrel Panthera, Thunder Mustang, Nemesis NXT und Sweringen.
Der Kurs der Sport Class ist 7 sm (= 12,96 km) lang, es werden Geschwindigkeiten von mehr als 400 kn (= 740 km/h) erreicht.

### T-6

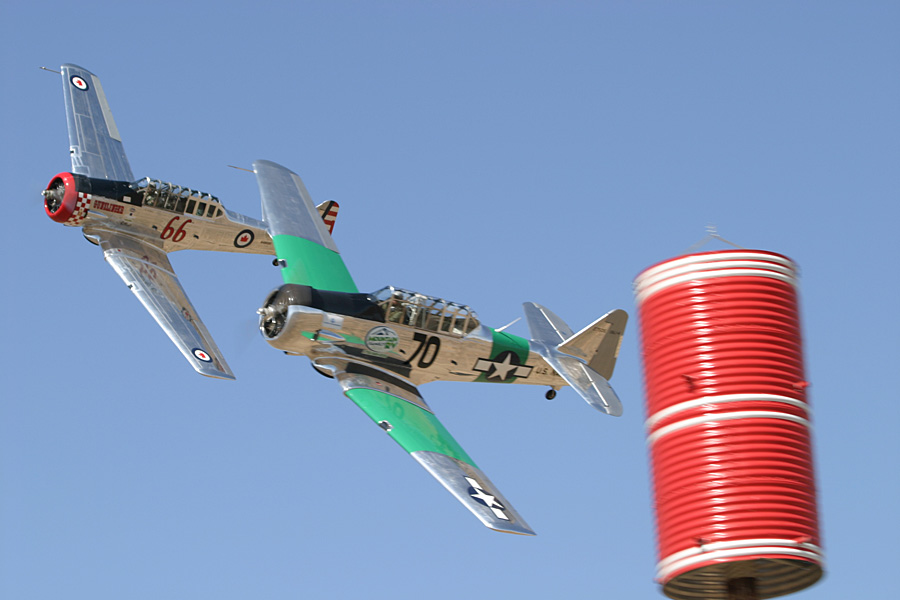
T 6 im Rennen beim Umfliegen einer Wendemarke

Nur Maschinen vom Typ North American AT-6 im Originalzustand werden zugelassen. Weder der 600 PS starke 9-Zylinder-Sternmotor vom Typ Pratt & Whitney R-1340 Wasp noch die Flugzeugzelle dürfen gravierend verändert werden. Lediglich kleine, kosmetische Verbesserungen wie das Abkleben von Spalten mit Klebeband sind gestattet.
Der Kurs der T-6 Class ist 5,06 sm (= 9,37 km)  lang, es werden Geschwindigkeiten von mehr als 230 kn erreicht.

### Unlimited

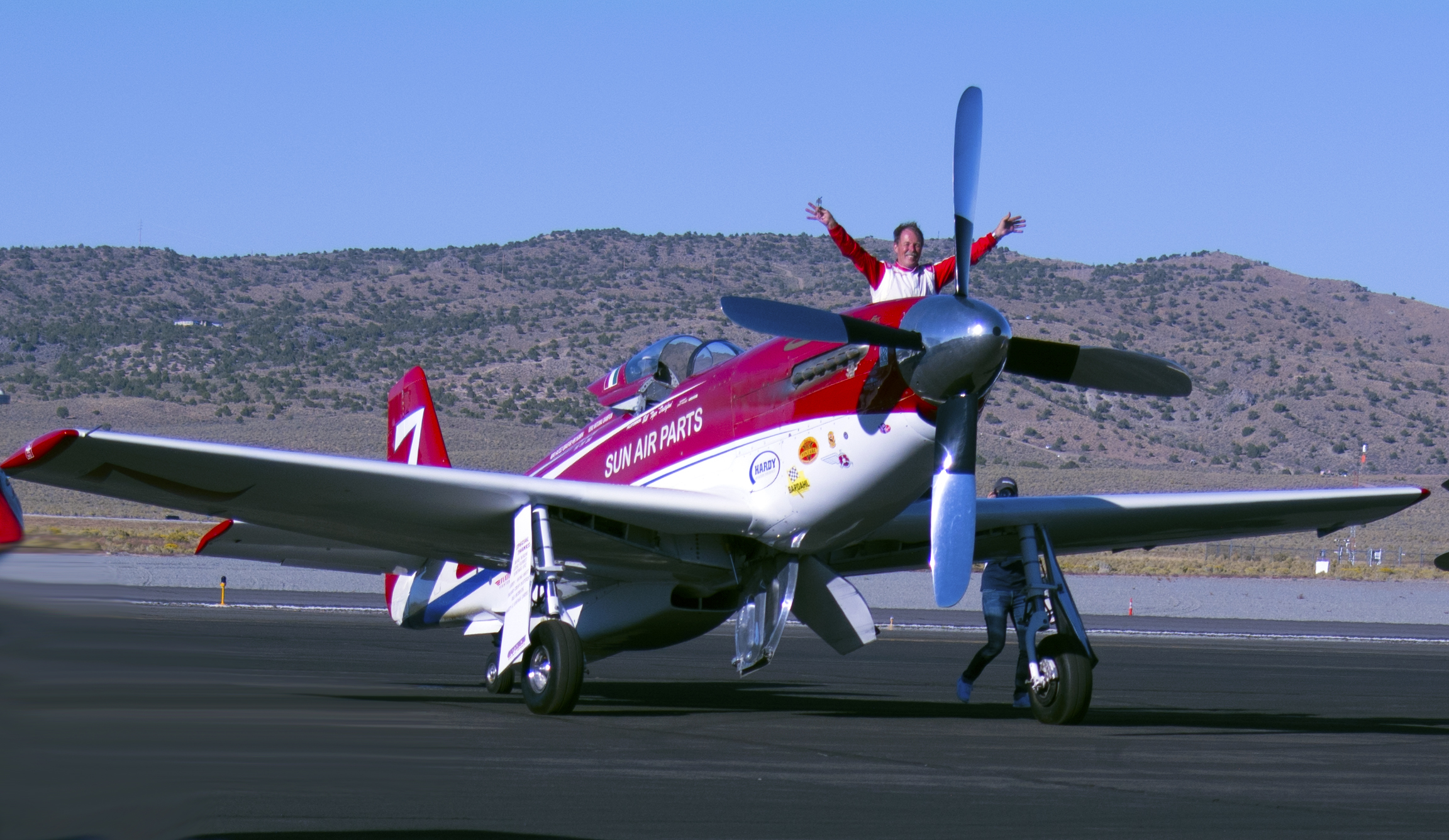
„Strega“ ist Meister 2015 Reno Air Race

Der Antrieb muss durch einen oder mehrere Kolbenmotoren und Propeller erfolgen, das Leergewicht muss mehr als 4500 pounds betragen und beim Qualifying muss eine Mindestgeschwindigkeit von 300 kn (= 555 km/h) erreicht werden. Teilnehmer sind u. a. North American P-51 Mustang, Hawker Sea Fury, Grumman F4F Wildcat, Grumman F8F Bearcat, Grumman F7F Tigercat, Jakowlew Jak-9, Jakowlew Jak-3 und Jakowlew Jak-11.

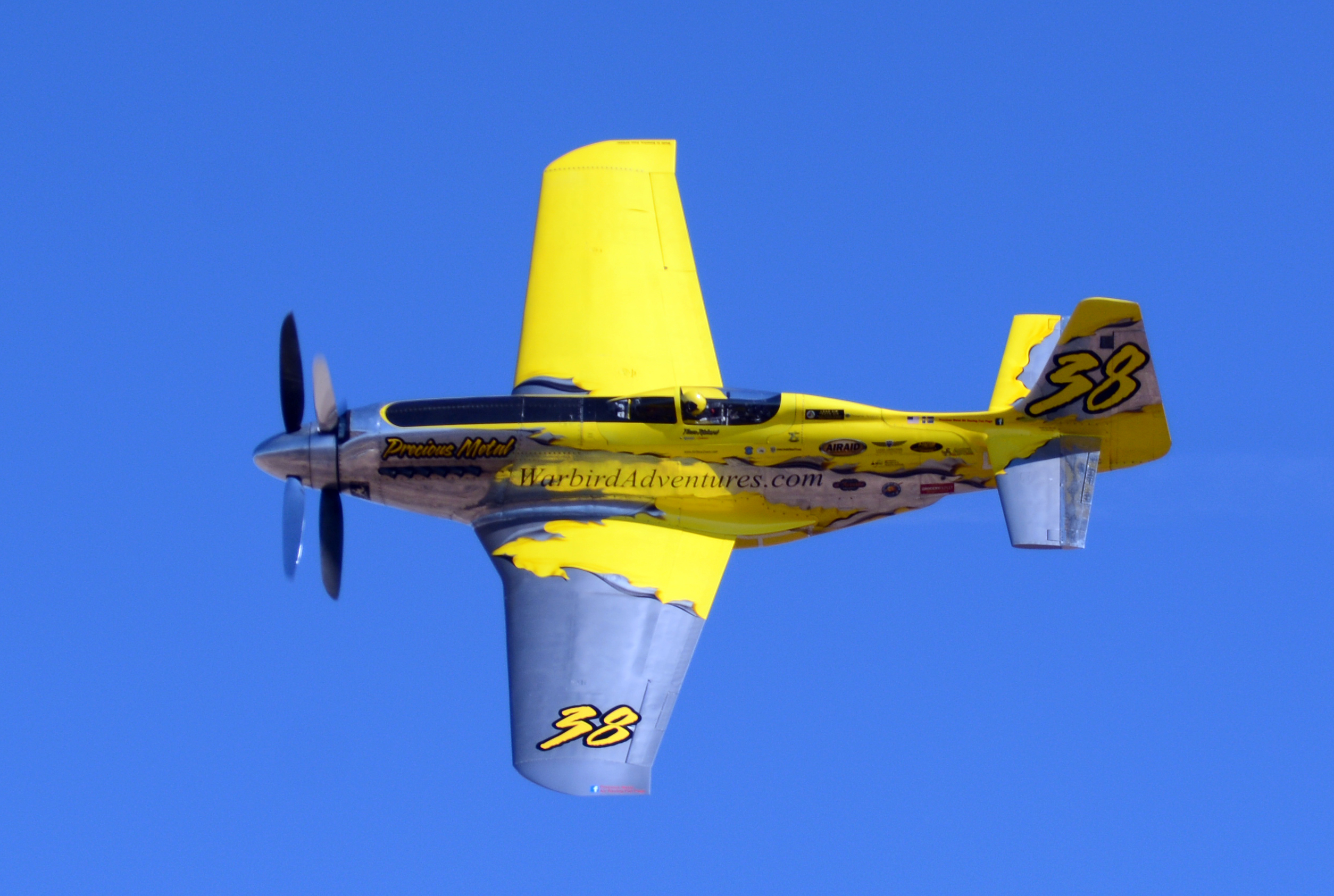
XR P 51D Mustang N6WJ „Precious Metal“ Reno Air Race 2014

Der Kurs der Unlimited Class ist 8,43 sm (= 15,61 km) lang, es werden Geschwindigkeiten von mehr als 500 mph (= 804 km/h) erreicht.

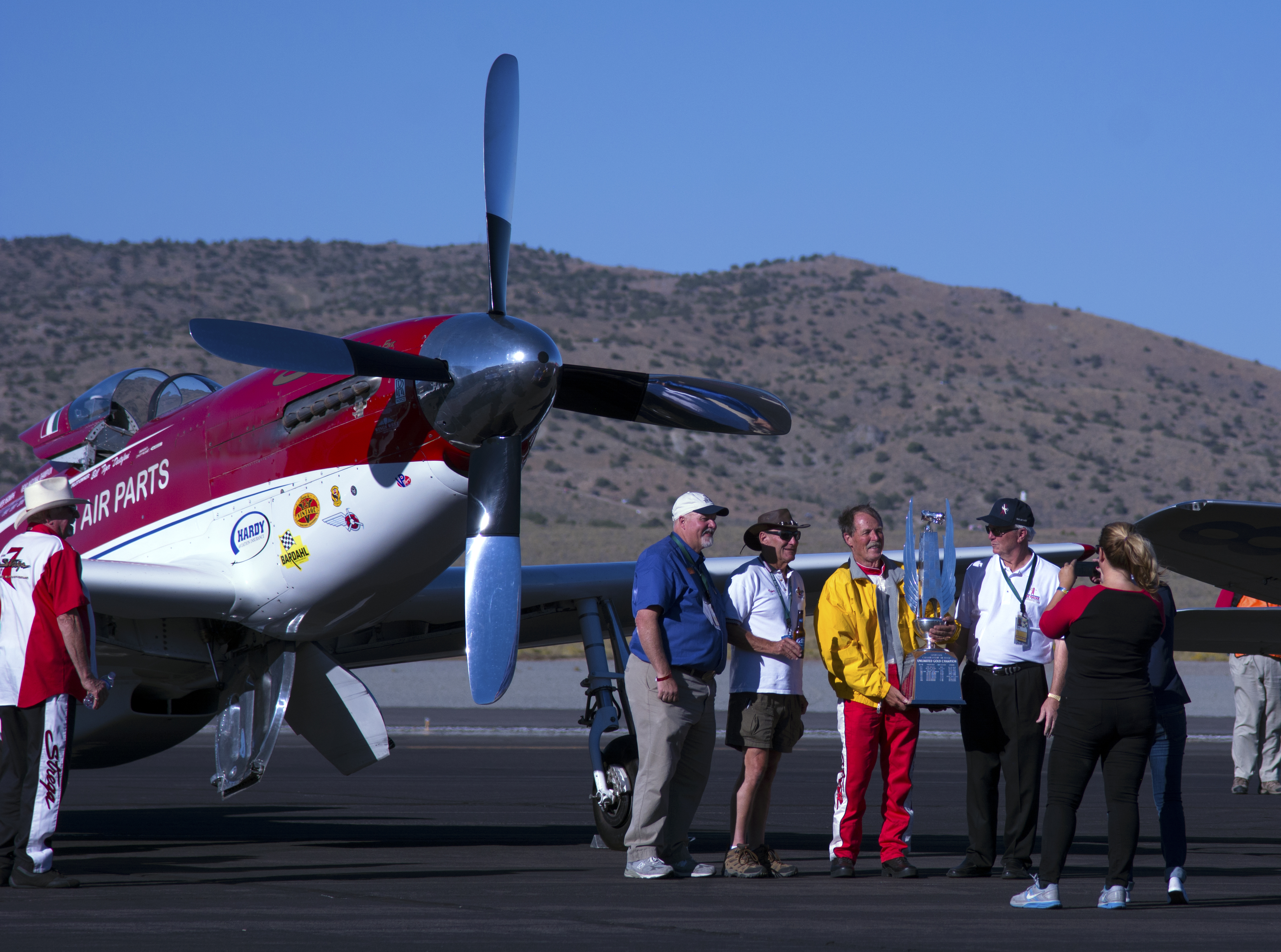
Strega, Tiger & Hoot: 2015 Unlimited Reno Air Race Champions

### Jet
Antrieb mit Strahlturbine ohne Nachbrenner und Flügelpfeilung maximal 15 Grad. Teilnehmer sind Typen wie Aero Vodochody L-39, L-29, Fouga Magister, Lockheed T-33 und de Havilland DH.100 Vampire.
Der Kurs der Jet Class ist 8,43 sm lang, es werden Geschwindigkeiten von mehr als 540 mph (= 869 km/h) erreicht.

## Rennverlauf
Je nach Klasse gelten unterschiedliche Startarten. Während die Klassen Biplane und Formula One in einer Gruppe auf der Startbahn stehen und in kurzen Zeitabständen paarweise starten, um sogleich in den Rennkurs einzufliegen, sammeln sich die Teilnehmer der übrigen Klassen nach Einzelstarts hinter dem Pace Plane und fliegen als Gruppe in den Kurs ein, nachdem der Pilot des Pace Plane das Rennen mit den legendären Worten „gentlemen you have a race“ gestartet hat.
Eine weitere Regel betrifft die Flughöhe während des Rennens. Da in frühen Jahren auch Bodenberührungen mit zum Teil fatalen Folgen stattfanden, darf heute eine Mindestflughöhe nicht unterschritten werden. Derjenige Pilot, der die Augenhöhe mit der Oberkante eines Pylons bzw. des „R“ aus dem Wort Reno auf dem Home Pylon unterschreitet, wird für das laufende Rennen disqualifiziert.
Für Zuschauer und Piloten gleichermaßen spannend sind die Überholmanöver. Dabei muss der schnellere Teilnehmer auf der Außenseite passieren und darf das langsamere Flugzeug zu keiner Zeit aus den Augen verlieren. Wer überholt wird, darf wiederum keine behindernden Manöver vornehmen.
Mit zwei Strafsekunden pro Runde wird ein Pyloncut bestraft, das bedeutet, dass der Pilot eine gedachte senkrechte Verlängerung des Pylons geschnitten hat. Die Pylonjudges (vergleichbar mit Linienrichtern beim Fußball) stellen diesen Regelverstoß fest. Bei einem Rennen von sechs Runden wird der betreffende Pilot so mit zwölf Strafsekunden belastet.
Bei den teilweise extrem modifizierten Maschinen treten immer wieder technische Probleme auf. Der in eine Gefahrensituation geratene Pilot verlässt den Rennkurs, indem er Geschwindigkeit in Höhe umsetzt und sich in eine geeignete Position für die Landung bringt. Gegebenenfalls findet er Unterstützung durch das stets über dem Rennkurs kreisende Pace Plane, so z. B. wenn seine Sicht durch Öl auf der Scheibe erschwert ist. Die verbliebenen Teilnehmer setzen das Rennen fort, müssen jedoch das in Not befindliche Flugzeug stets beobachten, um eine Behinderung zu vermeiden.

## Unfälle

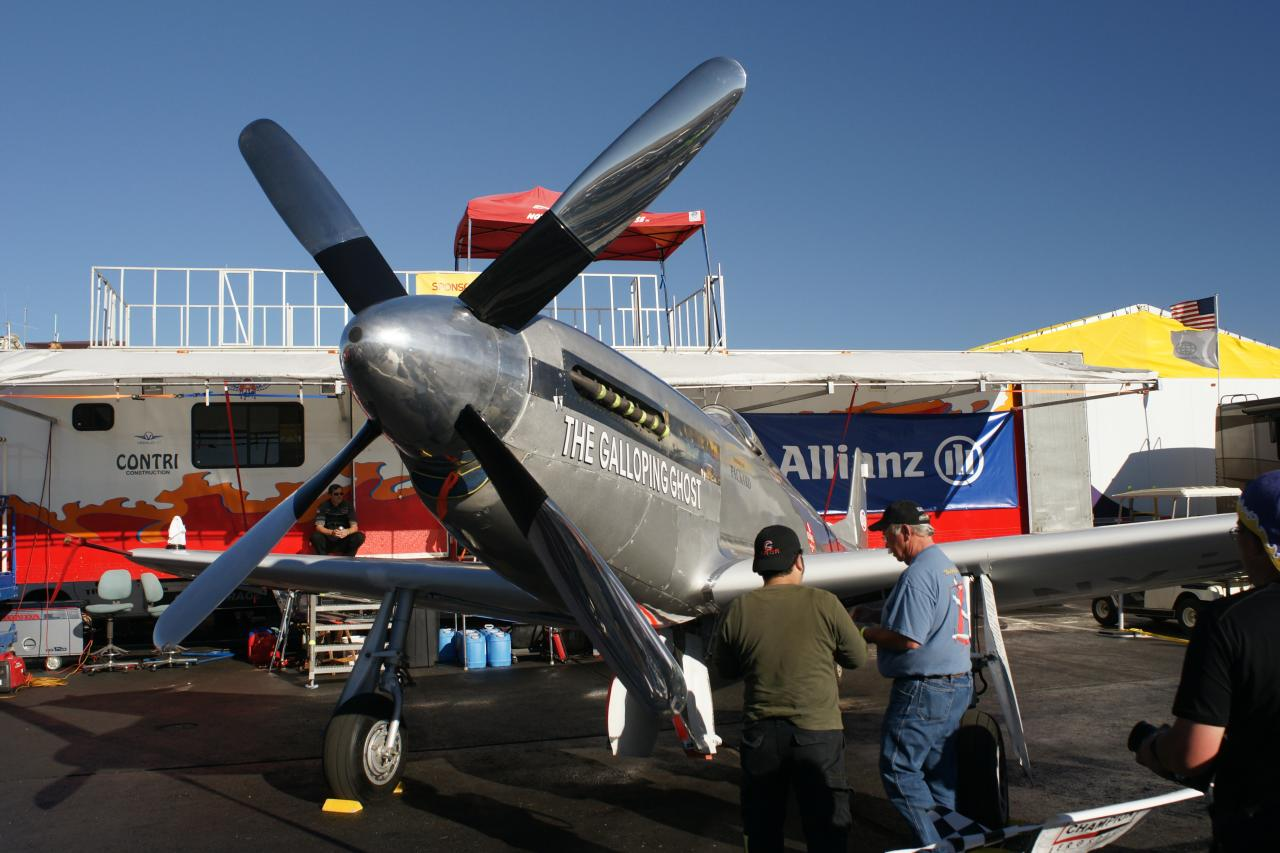
Die North American P-51 „The Galloping Ghost“ ein Jahr vor dem Absturz

Am 16. September 2011 geriet eine aerodynamisch stark modifizierte North American P-51 außer Kontrolle und schlug vor einer Zuschauertribüne auf. Dabei wurden der Pilot und zehn Zuschauer getötet sowie 50 Menschen zum Teil schwer verletzt.
Am 18. September 2022 kam es zu einem Unfall mit einer Aero L-29, bei welchem ein Pilot getötet wurde.

## Belege
1. ↑  Flugzeug völlig zerstört, vom 18. September 2011
2. ↑  Archivierte Kopie (Memento vom 28. Dezember 2011 im Internet Archive)
3. ↑  Jamiel Lynch and Amanda Jackson CNN: A pilot is dead after a plane crash during the Reno Air Races, officials say. Abgerufen am 19. September 2022.

Koordinaten: 39° 39′ 39,2″ N, 119° 52′ 41,4″ W